# زولتسبورغ
زولتسبورغ (بالألمانية: Sulzburg) هي بلدة، مدينة وبلدة ألمانية تقع في ألمانيا في Breisgau-Hochschwarzwald. يقدر عدد سكانها بـ 2,769 نسمة .

## أعلام
- إريك بلوخ
- غوستاف فايل
- هيرمان كيفر